# Namibia National Soccer League
Die Namibia National Soccer League (NNSL) war von 1985 bis 1990 die höchste Spielklasse im Fußball in Südwestafrika (seit 1990 Namibia). Sie ging in der Namibia Premier League auf.
Die NNSL wurde von acht Vereinen gegründet, die mit der bis dahin durchgeführten Liga nicht mehr zufrieden waren.